# Auditori Pau Casals
L'Auditori Pau Casals és un auditori situat al barri Marítim de Sant Salvador al municipi del Vendrell, davant de la Casa Museu Pau Casals, inaugurat el 6 de juny de l'any 1981 amb capacitat per a quatre-centes quatre persones. L'edifici forma part de l'Inventari del Patrimoni Arquitectònic de Catalunya.